# I Wish (chanson de R. Kelly)
Pour les articles homonymes, voir I Wish.

I Wish est un morceau de R. Kelly extrait de l'album TP-2.com sorti en 2000.
Il est sorti comme premier single de l'album. Il a passé trois semaines au numéro un sur la carte des singles R & B aux États-Unis et atteint la quatorzième place sur la carte pop US. La chanson est dédiée à sa mère ainsi qu'à ses amis et ses proches qui sont morts.

## Clip vidéo
I Wish  prend pour cadre le centre-ville de Chicago.